# Rheden, Hildesheim
Rheden là một đô thị ở huyện Hildesheim trong bang Niedersachsen, Đức. Đô thị Rheden, Hildesheim có diện tích 15,14 km², dân số thời điểm ngày 31 tháng 12 năm 2006 là 1242 người.